# Crash & Bernstein
Crash & Bernstein es una serie de televisión de comedia con marionetas creada por Eric Friedman, producida y transmitida por Disney XD. La serie gira en torno a un niño de 12 años de edad, Wyatt, que convive con tres hermanas, y que desea tener un hermano. La producción de la serie se inició en mayo de 2012. El 9 de noviembre de 2012, Disney XD extendió la primera temporada de la serie a 26 episodios.'
Disney XD renovó la serie para una segunda temporada el 15 de abril de 2013, que se estrenó el 7 de octubre de 2013.
El artista de Sesame Street y Muppets, Tim Lagasse, es la voz y el titiritero para Crash, mientras que Greg Ballora sirve como el capitán de marionetas.
La serie está ambientada en Portland, Oregón, de acuerdo con el tema en la televisión que aparece antes de que Crash lo destruya.

## Argumento
Para su cumpleaños número 12, Wyatt Bernstein (Cole Jensen) es llevado a una tienda Build-A-Bestie donde crea un títere al que nombra Crash (Tim Lagasse), que cobra vida como el hermano que siempre quiso. Crash y Wyatt deben tratar con las hermanas, mientras tienen sus diferencias fraternales y siguen mirándose de espaldas.

## Personajes

### Personajes principales
- Crash (interpretado por Tim Lagasse) - Crash es un personaje de títeres creado en el momento de la visita de Wyatt a Build-A-Bestie. Él tiene una personalidad descuidada y destructiva donde causa algunos daños en el departamento de Bernstein. Crash es muy crédulo y tonto y a menudo se mete a sí mismo o a otros en problemas, pero en general, tiene buen corazón y sus intenciones suelen ser las adecuadas. Sin embargo, puede ser propenso a los celos a veces. En "Monkey Business", se revela que puede adquirir conocimiento de diferentes cosas de forma temporal comiendo los libros sobre ese tema. Se insinúa que Crash también puede hablar español, y él es un "susurrador de vómito" profesional, y en un episodio cuando se hizo un ruido fuerte, desarrolló algunos alter ego temporales. Tim Lagasse es asistido en la ejecución de Crash por Paul McGinnis y Rob Sanders que opera los brazos, las piernas y los accesorios de Crash.

- Wyatt Bernstein (interpretado por Cole Jensen) - Wyatt es un niño de 12 años entre tres hermanas que desea tener un hermano. Wyatt es el niño medio de la familia Bernstein. Esto resulta en su construcción Crash en Build-A-Bestie. A menudo se exaspera por las payasadas de Crash, especialmente cuando también lo meten en problemas, pero generalmente ama pasar tiempo con su hermano. Él es el mejor amigo de Pesto.

- Cleo Bernstein (interpretada por Landry Bender) - Cleo es una de las hermanas de Wyatt, con quien comparte la habitación. Ella hace productos para su "compañía" llamada "CLEO", donde se desempeña como la autoproclamada directora ejecutiva. Se revela que ella está enamorada de Pesto. Cleo es a menudo mandona, pero se considera que es el miembro superior de la familia. Cleo es muy experta en negocios y venderá prácticamente cualquier cosa, desde maquillaje y lociones hasta suciedad de "camiones monstruosos" para ganar dinero.

- Amanda Bernstein (interpretada por Oana Gregory) - Amanda es la hermana mayor de Wyatt, que a menudo se molesta con las travesuras de Crash. Ella es muy popular, y Pesto está enamorado de ella. Ella también parece ser un rubio estereotipo, o simplemente tiene la personalidad de uno. Amanda es muy sociable, pero también puede ser molesta para otros personajes (especialmente Crash, Wyatt y Pesto). Ella es la chica "ideal" para niños ingleses y australianos, y solo le gusta divertirse y divertirse. Ella también es una cocinera terrible.

- Pesto (interpretado por Aaron Landon) - Pesto es el amigo de Wyatt. Sus padres son dueños de Iconic Arcade, que es donde él trabaja. Pesto está enamorado de Amanda y a menudo trata de cortejarla, pero falla miserablemente. A menudo se demuestra que es un niño de mamá y menciona a su madre en varios episodios. Solía odiar a Crash, pero ahora parece ser un poco amigo de él.

- Jasmine Bernstein (interpretada por Mckenna Grace) - Jasmine es la hermana menor de Wyatt que posee una muñeca llamada Princesa Glitter de la cual Crash está enamorado. Cuando Jasmine no se sale con la suya, lanza una rabieta. Ella también tiene un grito característico que suelta cuando no se sale con la suya. A pesar de su edad, ella es muy inteligente y muy hábil para hacer cosas que la mayoría de los niños de su misma edad no podrían hacer. (por ejemplo, usar productos electrónicos) También tiene un lado asertivo, que muestra en varios episodios. El segundo nombre de Jasmine es Erica.

- Mel Bernstein (interpretada por Mary Birdsong) - Mel es la madre de Wyatt, Cleo, Amanda, y Jasmine. Crash le dice Señora B. Ella aceptó a Crash por su hijo Wyatt. Ella se preocupa de sus hijos

- Carlos Bernstein- Esposo de Mel y padre de Wyatt, Cleo, Amanda y Jasmine. Aparece en la segunda temporada. Trabaja como fotógrafo de vida silvestre. Cuando conoció a Crash tenía envidia de él porque no era lo suficiente genial.

### Personajes recurrentes
- Scottie (interpretado por Curtis Harris) - Scottie es uno de los amigos de Wyatt en la escuela. Él también tiene el show de la escuela "Good Morning Linus Pauling."

- Martin Poulos (interpretado por Danny Woodburn) - El señor Poulos es el propietario del edificio del apartamento de los Bernstein, que se caracteriza por ser de bajo tamaño (de hecho, no supera el metro de altura). El señor Poulos lleva consigo un tarro de maldecir que él jura de que nadie puede oír sus palabrotas. En "Shorty Crash", se supo que el Sr. Poulos antes había roto algunos récords mundiales como la barba más larga del mundo, cuidar la mayoría de poodles, y la carrera más larga a través de las tuberías de alcantarillado, entre otras cosas. En "Crashlemania", se revela que el Sr. Poulos era un luchador llamado El Destapador y que su excompañero el entrenador Urkhart era el "Ciclón".

- Rufus "El Bofetón" (interpretado por Zachary Conneen) - Rufus es el matón en la escuela de Wyatt.

- Roland (interpretado por Ron Funches) - Un vendedor de periódicos y proveedor que trabaja en el puesto de periódicos en el barrio de Wyatt.

## Interactividad
En julio de 2013, en DisneyXD.com en línea, los espectadores pudieron votar por su nariz favorita para Crash. La nariz ganadora fue revelada durante el estreno de la segunda temporada. Junto con el estreno de la segunda temporada, el sitio web también lanzó "Crash & Bernstein: Cluck n 'Chuck", un juego interactivo donde los fanáticos juegan como Crash y Wyatt y se encargan del vecindario. El juego se puede jugar tanto en la computadora como en dispositivos móviles.

## Recepción
Emily Ashby de Common Sense Media, que informa a los padres sobre las opciones de medios para sus hijos, le dio a Crash & Bernstein una calificación de tres estrellas de cinco, declarando: "Este es uno de esos programas caso por caso que necesita que tenga en cuenta la respuesta de su hijo a lo que ve en la televisión ". Agregó: "Dado que gran parte de las risas de la serie resultan de la mala conducta de los personajes, es importante que los espectadores entiendan la diferencia entre fantasía y realidad. Si su hijo y su hermano deciden remediar la falta de espacio en su habitación derribando una pared , eso tendrá consecuencias más graves que lo que ven que Wyatt y Crash sufren de la misma acción. Si tus hijos lo miran, asegúrate de hablar sobre cómo se recibirían las acciones de los personajes en el mundo real en lugar del universo televisivo ".

## Spin-off cancelado
En julio de 2014, se informó que Disney XD había comenzado la producción del piloto de un posible spin-off de la serie, titulado Commando Crash. La trama implica la inscripción de Crash en la Escuela Militar Oak Shield. Adam Dorfman, Cameron Ocasio, Armaan Juneja, Nicholas Stargel y Megan Goodman coprotagonizaron el piloto. El piloto se completó, pero no fue recogido como una serie.

## Episodios
| Temporada | Temporada | Episodios | Emisión original     | Emisión original        | Estreno en Latinoamérica | Estreno en Latinoamérica |
| Temporada | Temporada | Episodios | Primera emisión      | Última emisión          | Primera emisión          | Última emisión           |
| --------- | --------- | --------- | -------------------- | ----------------------- | ------------------------ | ------------------------ |
|           | 1         | 26        | 8 de octubre de 2012 | 9 de septiembre de 2013 | 20 de abril de 2013      | 27 de febrero de 2014    |
|           | 2         | 13        | 7 de octubre de 2013 | 11 de agosto de 2014    | 7 de abril de 2014       | 13 de diciembre de 2014  |

## Especiales de TV
| Especial N° | Temporada N° | Episodio N° | Título        | Estreno en Estados Unidos | Estreno en Latinoamérica | Estreno en España |
| ----------- | ------------ | ----------- | ------------- | ------------------------- | ------------------------ | ----------------- |
| 1           | 1            | 25/26       | Crash en Fuga | 9 de septiembre de 2013   | 27 de febrero de 2014    | N/A               |